# Ударне дроблення
Ударне дроблення — це тип дроблення твердих речовин. В основному трьома різними способами, можна виділити:
- матеріал викидається на стінку
- матеріал стикається з рухомим інструментом
- частинки матеріалу зустрічаються і взаємоподрібнюються (самоподрібнення)[1]

Швидкості зустрічі частинок близько 20—30 м/с і регулюється.
Ударний різновид дроблення найчастіше використовується для м'яких до середніх твердих крихких речовин. Подрібнюючі машини, які використовуються тут: молоткова дробарка і роторна дробарка, ударно-відцентрові (відцентрово-ударна дробарка, молоткові, дезінтегратори, дисмембратори).
При самоподрібненні знос дуже низький, наприклад, в струминних млинах.
Процес розлому значно відрізняється від тиску і ударного дроблення. Безпосередньо в точці удару, матеріал подрібнюється дуже тонко.